# Miikkula
Miikkula är en ö i Finland. Den ligger i sjön Jalasjärvi och i kommunen Nyslott i  landskapet Södra Savolax, i den sydöstra delen av landet, 300 km nordost om huvudstaden Helsingfors. Öns area är 0,6 hektar och dess största längd är 200 meter i sydöst-nordvästlig riktning.